# Provinz San Pedro de Totora
San Pedro de Totora ist eine Provinz im nördlichen Teil des Departamento Oruro im Hochland des südamerikanischen Anden-Staates Bolivien.

## Lage
Die Provinz San Pedro de Totora ist eine von sechzehn Provinzen im Departamento Oruro. Sie liegt zwischen 17° 41' und 18° 06' südlicher Breite und zwischen 67° 33' und 67° 58' westlicher Länge.
Sie grenzt im Norden an das Departamento La Paz, im Westen und Südwesten an die Provinz Sajama, im Südosten an die Provinz Carangas und im Osten an die Provinz Nor Carangas.
Die Provinz erstreckt sich über 45 Kilometer in Ost-West- und über 50 Kilometer in Nord-Süd-Richtung. Zentraler Ort ist Totora mit 270 Einwohnern (Volkszählung 2012) im nordöstlichen Teil der Provinz, größte Ortschaft ist Culta mit 604 Einwohnern im Südosten der Provinz.

## Geographie
Die Provinz San Pedro de Totora liegt auf dem bolivianischen Altiplano zwischen den Anden-Gebirgsketten der Cordillera Occidental im Westen und der Serranía de Huayllamarca im Osten. Die Region weist ein ausgeprägtes Tageszeitenklima auf, bei dem die Temperaturen im Tagesverlauf stärker schwanken als im Jahresverlauf.
Die mittlere Durchschnittstemperatur der Region liegt bei 9 °C, der Jahresniederschlag beträgt etwa 450 mm (siehe Klimadiagramm Curahuara de Carangas). Die Monatsdurchschnittstemperaturen schwanken nur unwesentlich zwischen 7 °C im Juli und 11 °C im Dezember, die Monatsniederschläge liegen zwischen unter 10 mm in den Monaten Juni und Juli und nahe 100 mm von Dezember bis Februar.

## Bevölkerung
Die Einwohnerzahl der Provinz San Pedro de Totora ist in den vergangenen drei Jahrzehnten um mehr als die Hälfte angestiegen:
| Jahr | Einwohner | Quelle       |
| ---- | --------- | ------------ |
| 1992 | 4 040     | Volkszählung |
| 2001 | 4 941     | Volkszählung |
| 2012 | 5 531     | Volkszählung |
| 2024 | 6 570     | Volkszählung |

Wichtigstes Idiom der Provinz ist Aymara, das von 90 Prozent der Bevölkerung gesprochen wird, gefolgt von Spanisch (72,5 Prozent) und Quechua (3 Prozent). 43,0 Prozent der Bevölkerung sind jünger als 15 Jahre alt. (2001)
99 Prozent der Bevölkerung haben keinen Zugang zu Elektrizität, 94 Prozent leben ohne sanitäre Einrichtung (1992).
83,5 Prozent der Erwerbstätigen arbeiten in der Landwirtschaft, 4 Prozent in der Industrie, 12,5 Prozent im Dienstleistungsbereich (2001).
64 Prozent der Einwohner sind katholisch, 25 Prozent sind evangelisch (1992).

## Gliederung
Die Provinz besteht nur aus einem einzigen Verwaltungsbezirk (bolivianisch „Municipio“):
- Municipio San Pedro de Totora – 6.570 Einwohner

## Ortschaften in der Provinz San Pedro de Totora
- Culta 604 Einw. – Sora Sora 387 Einw. – Huacanapi 328 Einw. – Totora 270 Einw. – Crucero 107 Einw.